# كأسية خماسية الأوراق
كأسية خماسية الأوراق أو تَرِيجِيَّات (الاسم العلمي: Diapensiaceae)، فصيلة نباتات صغيرة (العدد) مُزهرة من رتبة الخلنجيات. تضم 15 نوعًا ضمن 6 أجناس.